# テレビベーダー
テレビベーダー（TV VADER）は、エポック社が1980年に発売した家庭向けテレビゲーム。

## 概要
タイトーのアーケード版オリジナル『スペースインベーダー』をエポック社により家庭用テレビゲーム向けにアレンジ移植し、発売された。それまでも『スペースインベーダー』を移植したゲーム機はあったが、いずれも高価なマイクロプロセッサを使用したカセット交換式のゲーム機で価格も5万円を超えたため普及しなかった。そんな中で本機は『インベーダー』専用ながら16,500円の価格設定で、かなりの普及を見せた。ブームを見込んで50万台以上の強気な販売計画が立てられたが、流石に『ゲーム&ウオッチ』と、『インベーダー』の後発ゲーム『ギャラクシアン』には売上で敵わなかった。グラフィックは1色表示。

### 遊び方
『スペースインベーダー』と同様の遊び方である。異なる点は以下の通り。
- シェルター[3][注 1]は消滅しても2回まで復活する（復活する毎にシェルターの色が変わる）。
- ステージをクリアするとUFOがジグザグに飛行してきて、破壊するとボーナス点が入り砲台[3][注 2]が1台[3]増える。

### 画面構成
各ステージ開始時には、画面上に縦6匹×8列のインベーダーが登場する。ただしVDPの性能限界でインベーダーを全て縦に並べて表示させることが出来なかったため、各列先頭のインベーダーのみを表示して、倒すと後ろのインベーダーが表示されるという方式を取っている。画面下部にはプレイヤーが操作する砲台と、その真上にはインベーダーの攻撃を防ぐシェルターが4基配置されている。画面最上部の左側には砲台の残りの数、右側にはスコア（4桁表示）を表示。

## ハードウェア

### コントローラ
- レベルボタン
ゲームのレベルを4段階に設定できる[1]。
- スタートボタン
選択したレベルでゲームをスタートする。
- レバー
砲台を左右に移動させる。
- ミサイルボタン
砲台からミサイルを発射する。ボタンはレバーの真上に配置されている。

## その他
ゲーム中に出現するUFOは、ステージ開始時から5、13、21発目（以降8発毎）のミサイルで破壊すると、最高点の300点になる。

### 移植作品
バトルベーダー（カセットビジョン）
カセットの中にテレビベーダーのLSIをそのまま入れた物。